# Campionats del món de ciclocròs de 2005
Els Campionats del món de ciclocròs de 2005 foren la 56a edició dels mundials de la modalitat de ciclocròs i es disputaren el 29 i 30 de gener de 2005 a Sankt Wendel, Saarland, Alemanya. Foren quatre les proves disputades.

## Resultats

### Homes
| Proves  | Or               | Plata               | Bronze              |
| Elit    | Sven Nys         | Erwin Vervecken     | Sven Vanthourenhout |
| Sub-23  | Zdeněk Štybar    | Radomir Simunek jr. | Simon Zahner        |
| Júniors | Davide Malacarne | Julien Taramarcaz   | Christoph Pfingsten |

### Dones
| Prova | Or                | Plata        | Bronze          |
| Elit  | Hanka Kupfernagel | Sabine Spitz | Mirjam Melchers |

## Classificacions

### Cursa masculina
| Pos. | Ciclista            | País          | Temps   |
| ---- | ------------------- | ------------- | ------- |
|      | Sven Nys            | Bèlgica       | 1:01.34 |
|      | Erwin Vervecken     | Bèlgica       | + 0.02  |
|      | Sven Vanthourenhout | Bèlgica       | + 0.13  |
| 4.   | Francis Mourey      | França        | + 0.31  |
| 5.   | Davy Commeyne       | Bèlgica       | m.t.    |
| 6.   | Tom Vannoppen       | Bèlgica       | m.t.    |
| 7.   | Petr Dlask          | Txèquia       | + 0.42  |
| 8.   | Enrico Franzoi      | Itàlia        | m.t.    |
| 9.   | Michael Baumgartner | Suïssa        | m.t.    |
| 10.  | Wilant van Gils     | Països Baixos | m.t.    |

### Cursa femenina
| Pos. | Ciclista             | País          | Temps  |
| ---- | -------------------- | ------------- | ------ |
|      | Hanka Kupfernagel    | Alemanya      | 41.42  |
|      | Sabine Spitz         | Alemanya      | + 0.28 |
|      | Mirjam Melchers      | Països Baixos | + 0.32 |
| 4.   | Laurence Leboucher   | França        | + 0.32 |
| 5.   | Maryline Salvetat    | França        | + 0.32 |
| 6.   | Daphny van den Brand | Països Baixos | + 2.02 |
| 7.   | Ann Knapp            | Estats Units  | + 2.16 |
| 8.   | Anja Nobus           | Bèlgica       | + 2.24 |
| 9.   | Marianne Vos         | Països Baixos | + 2.25 |
| 10.  | Nadia Triquet        | França        | + 2.47 |

### Cursa masculina sub-23
| Pos. | Ciclista            | País          | Temps  |
| ---- | ------------------- | ------------- | ------ |
|      | Zdeněk Štybar       | Txèquia       | 50.12  |
|      | Radomir Simunek jr. | Txèquia       | + 0.21 |
|      | Simon Zahner        | Suïssa        | + 0.25 |
| 4.   | Lukas Flückiger     | Suïssa        | + 0.28 |
| 5.   | Niels Albert        | Bèlgica       | + 0.35 |
| 6.   | Kevin Pauwels       | Bèlgica       | + 0.59 |
| 7.   | Derik Zampedri      | Itàlia        | + 1.26 |
| 8.   | Steve Chainel       | França        | + 1.27 |
| 9.   | Lars Boom           | Països Baixos | + 1.28 |
| 10.  | Krzysztof Kuźniak   | Polònia       | + 1.28 |

### Cursa masculina júnior
| Pos. | Ciclista              | País          | Temps  |
| ---- | --------------------- | ------------- | ------ |
|      | Davide Malacarne      | Itàlia        | 38.52  |
|      | Julien Taramarcaz     | Suïssa        | m.t.   |
|      | Christoph Pfingsten   | Alemanya      | m.t.   |
| 4.   | Romain Lejeune        | França        | + 0.10 |
| 5.   | Ricardo van der Velde | Països Baixos | + 0.14 |
| 6.   | Lukáš Klouček         | Txèquia       | + 0.42 |
| 7.   | Ondřej Bambula        | Txèquia       | + 0:49 |
| 8.   | Yannick Martinez      | França        | m.t.   |
| 9.   | Róbert Gavenda        | Eslovàquia    | + 0.50 |
| 10.  | Guillaume Perrot      | França        | + 0.51 |

## Medaller
| Pos. | País          | Or | Plata | Bronze | Total |
| 1    | Alemanya      | 1  | 1     | 1      | 3     |
| 1    | Bèlgica       | 1  | 1     | 1      | 3     |
| 3    | Txèquia       | 1  | 1     | 0      | 2     |
| 4    | Itàlia        | 1  | 0     | 0      | 1     |
| 5    | Suïssa        | 0  | 1     | 1      | 2     |
| 6    | Països Baixos | 0  | 0     | 1      | 1     |